# 泰斯塔西奥桥
泰斯塔西奥桥（Ponte Testaccio）是意大利罗马的一座桥梁，连接Giovanni Battista Marzi 广场与 Portuense河岸，泰斯塔西奥区和Portuense区。
该桥由建筑师Bastianelli设计，于1938年开始施工，通过拆除原屠宰场，连接阿文提诺街与特拉斯提弗列车站；它的名字应该是“非洲桥”（Ponte d'Africa）。它于1948年落成。
这是一座单拱桥，长122米，桥上装饰有四幅石灰华浅浮雕。